# 埃德加·莫林
埃德加·莫林（法語：Edgar Morin，1921年7月8日—）法国哲学家和信息理论社会学家，因在复杂性和“复杂思想”（pensée complexe）方面的工作而知名，他在媒体研究等不同领域也有学术贡献，包括政治学、社会学、视觉人类学、生态学、教育和系统生物学。他有两个学士学位：一个是历史和地理学士学位，另一个是法律学士学位。他从未获得过博士学位。